# Krimbron, Moskva
Krimbron (ryska: Крымский мост) är en hängbro av stål i Moskva. Bron går över Moskvafloden 1 800 meter sydväst från Kreml och är en del av ringvägen Trädgårdsringen. Bron länkar samman Krimtorget i norr med gatan Krymsky Val i söder. De närliggande tunnelbanestationerna är Park Kultury och Oktiabrskaja.
Den nuvarande bron färdigställdes den 1 maj 1938 som en del av Josef Stalins rekonstruktion av centrala Moskva. Bron ritades av ingenjören V.P. Konstantinov och arkitekten Alexander Vassiljevitj Vlaslov och är den fjärde bron på denna plats och den enda hängbron i hela Moskva. År 2007 beslutade Moskvas regering (stadens politiska styrelse) att bron skulle tas med i huvudstadens register över objekt av kulturhistoriskt värde.

## Historia
På den plats där Krimbron står idag har det sedan länge funnits ett vadställe över Moskvafloden. Eftersom platsen användes som överfart för Krimtatarerna vid deras plundringsräder mot Moskva, så fick de också ge namn åt vadstället. Under 1500- och 1600-talen befästes namnet, då det fanns ett närliggande palats där sändebud och handelsresande från Krimkhanatet stannade till.